# Swiss Open 2004
Die Swiss Open 2004 im Badminton fanden vom 2. bis zum 7. März 2004 in der St. Jakobshalle Basel statt. Das Preisgeld betrug 80.000 US-Dollar.

## Sieger und Platzierte
| Disziplin    | Gold                       | Silber                          | Bronze                      |
| ------------ | -------------------------- | ------------------------------- | --------------------------- |
| Herreneinzel | Lin Dan                    | Bao Chunlai                     | Sony Dwi Kuncoro            |
| Herreneinzel | Lin Dan                    | Bao Chunlai                     | Roslin Hashim               |
| Dameneinzel  | Gong Ruina                 | Mia Audina                      | Zhang Ning                  |
| Dameneinzel  | Gong Ruina                 | Mia Audina                      | Zhou Mi                     |
| Herrendoppel | Fu Haifeng Cai Yun         | Luluk Hadiyanto Alvent Yulianto | Choong Tan Fook Lee Wan Wah |
| Herrendoppel | Fu Haifeng Cai Yun         | Luluk Hadiyanto Alvent Yulianto | Lee Dong-soo Yoo Yong-sung  |
| Damendoppel  | Gao Ling Huang Sui         | Zhang Jiewen Yang Wei           | Wei Yili Zhao Tingting      |
| Damendoppel  | Gao Ling Huang Sui         | Zhang Jiewen Yang Wei           | Ra Kyung-min Lee Kyung-won  |
| Mixed        | Kim Dong-moon Ra Kyung-min | Zhang Jun Gao Ling              | Kim Yong-hyun Lee Hyo-jung  |
| Mixed        | Kim Dong-moon Ra Kyung-min | Zhang Jun Gao Ling              | Nathan Robertson Gail Emms  |